# Gosford Park
Gosford Park ist ein Spielfilm des US-amerikanischen Regisseurs Robert Altman aus dem Jahr 2001. Der klassisch inszenierte Whodunit basiert auf dem komplexen Originaldrehbuch des britischen Autors Julian Fellowes und wurde unter anderem von den Filmstudios Capitol Films und USA Films produziert.

## Handlung
England, im Jahre 1932: Auf dem Landsitz von Sir William McCordle und seiner weitaus jüngeren Frau Lady Sylvia findet eine exklusive Wochenendgesellschaft statt. Zu den Above Stairs, den erlesenen Gästen, zählen unter anderem die exzentrische Gräfin von Trentham, der Schauspieler Ivor Novello und der US-amerikanische Produzent Morris Weissman. Eine Reihe der adeligen Verwandten McCordles ist von Geldnot geplagt und bemüht sich mehr oder weniger vergeblich, beim reichen Sir William Gehör zu finden.
Ergänzt wird das englische Sittengemälde durch die Below Stairs, die Dienerschaft. Dort führt die resolute Mrs. Wilson das Kommando über die Bediensteten des Hauses. Jenseits der Gäste lebt sich die neue Zofe Gräfin Trenthams, Mary Maceachran, in eine für sie völlig neue Welt ein und die Hausangestellte Elsie tröstet sich über ihre unglückliche Affäre mit dem Hausherrn hinweg.
Schnell wird klar, dass die beiden Welten nicht ganz so getrennt voneinander sind, wie es den Anschein hat. Geklatscht und getratscht wird in und zwischen den Schichten, und fast jeder hat ein kleines, schmutziges Geheimnis. Rasch wird auch klar, dass kaum jemand hier eine weiße Weste hat: verbotene Affären, heimliche Abtreibung, Ehekrach oder verdeckte Finanznöte sind nur einige der Probleme der Gäste.
Prompt wird der unbeliebte, grantige Sir William am späten Abend des zweiten Tages in seinem Arbeitszimmer erstochen, und es gibt gleich eine ganze Reihe von Verdächtigen. Der hinzugerufene Inspektor Thompson aber stellt sich, trotz der wertvollen Hinweise seines tüchtigen Constable Dexter, eher tollpatschig an. Bei der Untersuchung des Todes von Sir William wird zwar festgestellt, dass die Todesursache eine Vergiftung war und nicht die Stichwunde in seiner Brust. Die Ermittlungen aber verlaufen im Sand.
Die Auflösung für den Zuschauer erfolgt durch die zentrale Figur der Mary Maceachran, die herausfindet, dass der in einem Waisenhaus aufgewachsene Diener Robert Parks der Sohn von Mrs. Wilson und Sir William ist. Mary konfrontiert Mrs. Wilson damit, dass sie von der Verbindung zu Parks Kenntnis hat. Es stellt sich heraus, dass Mrs. Wilson ihren unehelichen Sohn auf Anraten McCordles kurz nach der Geburt fortgegeben hatte, im Glauben, dass er adoptiert würde. Als die beherrschte Wirtschafterin ihren mittlerweile erwachsenen Sohn unter den Bediensteten der Wochenendgesellschaft erkennt, weil dieser eine Fotografie der Mutter im Zimmer hat, bemerkt sie den Betrug. Sie ahnt, dass sich Parks an seinem Erzeuger rächen will („eine gute Dienerin weiß alles schon im Voraus“, wie sie Mary sagt), und vergiftet Sir William, bevor Parks ihn ermorden kann. In der Tat war Sir William der Grund für Roberts Anwesenheit im Haus, doch in seinem Streben nach Rache erstach er nur noch den Leichnam seines Vaters.
Alle ziehen am Ende ihrer Wege: Elsie, die wegen einer vor der Abendgesellschaft getätigten, ungebührlichen Äußerung gegenüber Lady Sylvia den Landsitz verlassen muss, wird von Weissman im Auto mitgenommen und ist vielleicht auf dem Weg nach Hollywood. Mary behält das Geheimnis für sich. Robert Parks verlässt den Landsitz unbehelligt und glaubt weiterhin, dass seine Mutter nach seiner Geburt starb. Auch Mrs. Wilson wird nicht verdächtigt. Die wirkliche Tragödie im Film wird in den letzten Szenen sichtbar: Mrs. Wilson hat ihren Sohn nicht aufwachsen sehen und kann sich ihm auch jetzt nicht offenbaren. Trost findet sie in der Versöhnung mit Mrs. Croft, die ihre Schwester ist und als Köchin des Hauses arbeitete. Beide waren einst von Sir William McCordle geschwängert worden, als sie in seiner Fabrik arbeiteten. Während Mrs. Wilson darauf ihren Sohn weggab, sich umbenannte (sie hieß früher „Parks“) und ihre Stelle in der Fabrik behalten konnte, behielt Mrs. Croft ihren – dann allerdings früh verstorbenen – Sohn und wurde deswegen entlassen. Zwischen den beiden Schwestern herrschte in der Folge ein eisiges Verhältnis – bis der Mord an Sir William sie wieder einander näherbrachte.

## Entstehungsgeschichte
Der Film entstand nach einer Idee von Robert Altman und Mitproduzent Bob Balaban. Obwohl Altman selbst ein erfahrener Drehbuchautor war, verpflichtete er den britischen Schriftsteller Julian Fellowes, das Filmskript zu schreiben. Fellowes hatte sehr wenig Erfahrung als Drehbuchautor und zum damaligen Zeitpunkt nur für zwei britische TV-Filme Skripte verfasst sowie in den 1970er Jahren romantische Liebesgeschichten unter dem Pseudonym Rebecca Greville veröffentlicht. Fellowes ließ beim Verfassen von Gosford Park viele Erinnerungen aus seinem eigenen Leben einfließen, unter anderem basiert die Figur der Constance von Trentham auf Fellowes real existierender Großtante.
Für die Dreharbeiten zu Gosford Park begab sich Regisseur Robert Altman zum ersten Mal in seiner Karriere nach England und drehte dort vorwiegend mit etablierten britischen Charakterdarstellern. Während der Gruppenszenen arbeitete Altman mit zwei Kameras, die pausenlos liefen. Seine Intention war, seine Darsteller vom Spielen vor der Kamera wegzuführen und ihnen mehr Raum für eine natürlichere Inszenierung zu geben. Anstatt des oft gebräuchlichen Galgenmikrofons wurden alle Schauspieler mit tragbaren Mikrofonen ausgestattet, um überlappende Dialoge zu kreieren. Diese Vorgehensweise hatte Altman bei seinem Film Eine Hochzeit im Jahr 1978 erstmals angewandt und seitdem mehrfach bei seinen Produktionen eingesetzt. Die Kamera bewegt sich – kaum für das Auge des Zuschauers ersichtlich – während jeder Szene des Films, wie von Robert Altman verlangt wurde.
Gedreht wurde im Syon House in London sowie in und um die English country houses Wrotham Park in Hertfordshire und vor Hall Barn in Buckinghamshire.

## Rezeption
Robert Altmans Sittengemälde der englischen Klassengesellschaft, verkleidet in einem Whodunit, feierte seine Premiere am 7. November 2001 beim London Film Festival. Der Film wurde von der Kritik positiv aufgenommen und als einer von Altmans besten Filmen seit langer Zeit bezeichnet. Gosford Park spielte bei geschätzten 15 Mio. US-Dollar Produktionskosten mit über 41 Mio. US-Dollar allein an den amerikanischen Kinokassen Gewinn ein und wurde für zahlreiche Filmpreise nominiert.

## Kritiken
- „Mit großem Staraufgebot zeigt Robert Altman eine Gesellschaft im Wandel: Stolz, Klassenbewußtsein und Aufsteigerehrgeiz lassen ein Jagdwochenende auf dem Land in der Katastrophe enden.“ (Kultur Spiegel)[6]
- „Ein großartiges, spannendes Ensemblestück, perfekt inszeniert und begeisternd gespielt.“ (TV Today)[7]
- „Bitterböse, brillant gespieltes Gespinst aus Mord, Hass und Intrigen.“ (TV Spielfilm)[8]
- „Eine kluge Komödie über die Grausamkeit hinter der glänzenden Fassade der feinen Gesellschaft, der die überaus elegante Inszenierung mit Witz, brillanten Dialogen und scharfer Intelligenz einen Spiegel vorhält. Der illusionslose Abgesang auf eine vergangene Epoche wird von einer brillanten Schauspielerriege getragen.“ (film-dienst)[9]
- „Schauspielerisch und verbal geschliffener Ensemblefilm um ein turbulentes Wochenende einer britischen Jagdgesellschaft.“ (DVD & Video Report)[10]
- „Robert Altman spinnt in seinem wunderbar vielschichtigen, mit einem Golden Globe für die Inszenierung ausgezeichneten Nobel-Krimi ein vergnügliches Netz aus Intrigen, Leidenschaft und Gesellschaftskritik. Die britische Schauspielelite, darunter Dame Maggie Smith, Dame Helen Mirren, Kristin Scott Thomas und Stephen Fry geben sich in diesem hintersinnigen Whodunnit ein höchst amüsantes Stelldichein. Ein weiterer Höhepunkt im Schaffen des amerikanischen Regie-Altmeisters, der ganz oben auf der Prioritätenliste eines jeden Cineasten stehen sollte.“ (VideoWoche)
- „Durchgehend mit britischer Schauspielelite besetzt und von einem bissigen Drehbuch unterstützt, zeigt sich Robert Altmans neuer Ensemblefilm auch auf dem ungewohnten englischen Terrain mit vertrauten Qualitäten. ‘Gosford Park’ ist spöttisch und menschlich, analytisch und verspielt, nüchtern und emotional und Pflicht für die Fans kultivierter Filmkunst.“ (Blickpunkt:Film)

## Trivia
- Die Juwelen, die von den Darstellern der gehobenen Gesellschaft getragen wurden, waren alle echt und wurden jeden Tag von bewaffneten Wachleuten eskortiert.
- Die Jagdszene im Film ist eine direkte Anspielung an die Jagdsequenz in Jean Renoirs Film Die Spielregel aus dem Jahre 1939. Renoirs Film erzählt die Geschichte einer Gesellschaft von Aristokraten und ihrer Bediensteten in einem Landhaus, die sich mit einem Mord konfrontiert sehen.
- Ivor Novello (gespielt von Jeremy Northam) war ein Schauspieler, Drehbuchautor und Komponist in den 1920er und 1930er Jahren. In Gosford Park wird hinsichtlich seines Misserfolgs in Hollywood auf den Film Der Mieter (The Lodger, 1927) hingewiesen, ein geflopptes Remake einer früheren Arbeit Alfred Hitchcocks, in der Novello ebenfalls als Schauspieler agierte.
- Es gab wirklich einen Charlie-Chan-Film, der 1934 unter dem Titel Charlie Chan in London in der englischen Hauptstadt spielte, und es war in der Tat eine Krimi-Geschichte, die sich in einem englischen Landhaus zutrug. Der Film wurde jedoch von John Stone produziert, nicht vom in Gosford Park auftauchenden Morris Weissman, der eine fiktionale Figur ist. Dennoch wirkte in dem Londoner Charlie-Chan-Film der von Weissman erwähnte Alan Mowbray mit. Kurz vor ihrem Tod schaute die britische Schauspielerin Elsa Buchanan (1908–2004) Gosford Park auf DVD und sah kurz vor dem Ende des Films eine blondhaarige junge Schauspielerin, welcher Weissman die Rolle eines Dienstmädchens in Charlie Chan anbietet – eindeutig die Rolle, welche Buchanan in Charlie Chan in London gespielt hatte.[11]
- Kein Schauspieler der Below Stairs, der Dienerschaft, trug in den Filmszenen irgendwelche Schminke.
- Im DVD-Kommentar erklärt Robert Altman, dass er das englische „F“-Wort absichtlich mehrfach im Film unterbrachte, damit Gosford Park ein US-amerikanisches „R-rating“ bekam, denn er wollte nicht, dass Kinder den Film sehen.
- Der Name des englischen Landsitzes, Gosford Park, findet während des gesamten Films niemals Erwähnung.

## Auszeichnungen
Gosford Park wurde von der Kritik gefeiert und gewann zahlreiche Festival- und Kritikerpreise. 2002 wurde der Film neben den Dramen A Beautiful Mind, In the Bedroom, Der Herr der Ringe: Die Gefährten und dem Musical Moulin Rouge als bester Film des Jahres für den Oscar nominiert.
Weitere Nominierungen für den Academy Award erhielten unter anderem Robert Altman für seine Regiearbeit und Helen Mirren und Maggie Smith als beste Nebendarstellerinnen. Gewinnen konnte Gosford Park jedoch nur in einer von sechs Kategorien – Julian Fellowes wurde für das beste Original-Drehbuch ausgezeichnet.
Außerdem wurde der Film mit dem British Academy Film Award als beste britische Produktion des Jahres prämiert und Robert Altman für seine Regiearbeit unter anderem mit dem Golden Globe und dem Preis der Kritikervereinigung von New York belohnt. Die Arbeit des gesamten Schauspielensembles wurde unter anderem von der Screen Actors Guild, Online Film Critics Society und Broadcast Film Critics Association gewürdigt.
| Jahr | Preis                                                    | Kategorie                                                     | Ergebnis  |
| ---- | -------------------------------------------------------- | ------------------------------------------------------------- | --------- |
| 2002 | Oscar                                                    | Bestes Original-Drehbuch                                      | Gewonnen  |
| 2002 | Oscar                                                    | Bester Film                                                   | Nominiert |
| 2002 | Oscar                                                    | Beste Regie                                                   | Nominiert |
| 2002 | Oscar                                                    | Beste Nebendarstellerin (Helen Mirren)                        | Nominiert |
| 2002 | Oscar                                                    | Beste Nebendarstellerin (Maggie Smith)                        | Nominiert |
| 2002 | Oscar                                                    | Beste Kostüme                                                 | Nominiert |
| 2002 | Oscar                                                    | Beste Ausstattung                                             | Nominiert |
| 2002 | British Academy Film Award                               | Bester britischer Film                                        | Gewonnen  |
| 2002 | British Academy Film Award                               | Beste Kostüme                                                 | Gewonnen  |
| 2002 | British Academy Film Award                               | Beste Regie                                                   | Nominiert |
| 2002 | British Academy Film Award                               | Beste Nebendarstellerin (Helen Mirren)                        | Nominiert |
| 2002 | British Academy Film Award                               | Beste Nebendarstellerin (Maggie Smith)                        | Nominiert |
| 2002 | British Academy Film Award                               | Bestes Original-Drehbuch                                      | Nominiert |
| 2002 | British Academy Film Award                               | Bester Newcomer (Julian Fellowes)                             | Nominiert |
| 2002 | British Academy Film Award                               | Beste Ausstattung                                             | Nominiert |
| 2002 | British Academy Film Award                               | Bestes Make-Up/Haarstyling                                    | Nominiert |
| 2002 | Golden Globe                                             | Beste Regie                                                   | Gewonnen  |
| 2002 | Golden Globe                                             | Bester Film – Komödie                                         | Nominiert |
| 2002 | Golden Globe                                             | Beste Nebendarstellerin (Helen Mirren)                        | Nominiert |
| 2002 | Golden Globe                                             | Beste Nebendarstellerin (Maggie Smith)                        | Nominiert |
| 2002 | Golden Globe                                             | Bestes Drehbuch                                               | Nominiert |
| 2002 | AFI Award                                                | Bester Regisseur des Jahres (Robert Altman)                   | Gewonnen  |
| 2002 | AFI Award                                                | Bester Filmkomponist des Jahres (Patrick Doyle)               | Nominiert |
| 2002 | AFI Award                                                | Bester Filmeditor des Jahres (Tim Squyres)                    | Nominiert |
| 2002 | AFI Award                                                | Bester Ausstatter des Jahres (Jenny Beavan)                   | Nominiert |
| 2002 | American Cinema Editors                                  | Bester Editor – Komödie oder Musical (Tim Squyres)            | Nominiert |
| 2002 | American Screenwriters Association                       | Beste Neuentdeckung (Julian Fellowes)                         | Nominiert |
| 2002 | Australian Film Institute                                | Bester ausländischer Film                                     | Nominiert |
| 2003 | Bodil                                                    | Bester amerikanischer Film                                    | Nominiert |
| 2002 | Broadcast Film Critics Association Award                 | Bestes Schauspielensemble                                     | Gewonnen  |
| 2002 | Chicago Film Critics Association Award                   | Beste Regie                                                   | Nominiert |
| 2002 | Chicago Film Critics Association Award                   | Beste Nebendarstellerin (Helen Mirren)                        | Nominiert |
| 2002 | Chicago Film Critics Association Award                   | Beste Nebendarstellerin (Maggie Smith)                        | Nominiert |
| 2002 | Chicago Film Critics Association Award                   | Bestes Drehbuch                                               | Nominiert |
| 2003 | César                                                    | Bester europäischer Film – Großbritannien                     | Nominiert |
| 2002 | Edgar Allan Poe Award                                    | Bester Film                                                   | Nominiert |
| 2003 | Empire Award                                             | Beste britische Darstellerin (Kelly Macdonald)                | Nominiert |
| 2003 | Empire Award                                             | Beste britische Darstellerin (Helen Mirren)                   | Nominiert |
| 2002 | Europäischer Filmpreis                                   | Publikumspreis – Beste Darstellerin (Helen Mirren)            | Nominiert |
| 2002 | Europäischer Filmpreis                                   | Publikumspreis – Beste Darstellerin (Maggie Smith)            | Nominiert |
| 2002 | Europäischer Filmpreis                                   | Publikumspreis – Beste Darstellerin (Emily Watson)            | Nominiert |
| 2002 | Evening Standard British Film Award                      | Bester Film                                                   | Gewonnen  |
| 2002 | Film Critics Circle of Australia Award                   | Bester ausländischer Film in englischer Sprache               | Nominiert |
| 2002 | Florida Film Critics Circle Award                        | Bestes Schauspielensemble                                     | Gewonnen  |
| 2002 | Golden Satellite Award                                   | Beste Nebendarstellerin – Komödie oder Musical (Maggie Smith) | Gewonnen  |
| 2002 | Golden Satellite Award                                   | Bestes Schauspielensemble                                     | Gewonnen  |
| 2002 | Golden Satellite Award                                   | Bester Film – Komödie oder Musical                            | Nominiert |
| 2002 | Golden Satellite Award                                   | Beste Nebendarstellerin – Komödie oder Musical (Helen Mirren) | Nominiert |
| 2002 | Golden Satellite Award                                   | Beste Nebendarstellerin – Komödie oder Musical (Emily Watson) | Nominiert |
| 2002 | Golden Satellite Award                                   | Beste Ausstattung (Stephen Altman und Anna Pinnock)           | Nominiert |
| 2003 | Goya                                                     | Bester europäischer Film – Großbritannien                     | Nominiert |
| 2002 | Sindacato Nazionale Giornalisti Cinematografici Italiani | Beste Regie für einen ausländischer Film                      | Gewonnen  |
| 2002 | London Critics Circle Film Award                         | Bester britischer Film des Jahres                             | Gewonnen  |
| 2002 | London Critics Circle Film Award                         | Beste britische Nebendarstellerin des Jahres (Helen Mirren)   | Gewonnen  |
| 2002 | National Society of Film Critics Award                   | Beste Regie                                                   | Gewonnen  |
| 2002 | National Society of Film Critics Award                   | Beste Nebendarstellerin (Helen Mirren)                        | Gewonnen  |
| 2002 | National Society of Film Critics Award                   | Bestes Drehbuch (Julian Fellowes)                             | Gewonnen  |
| 2001 | New York Film Critics Circle Award                       | Beste Regie                                                   | Gewonnen  |
| 2001 | New York Film Critics Circle Award                       | Beste Nebendarstellerin (Helen Mirren)                        | Gewonnen  |
| 2001 | New York Film Critics Circle Award                       | Bestes Drehbuch                                               | Gewonnen  |
| 2002 | Online Film Critics Society Award                        | Bestes Schauspielensemble                                     | Gewonnen  |
| 2002 | Online Film Critics Society Award                        | Beste Nebendarstellerin (Helen Mirren)                        | Nominiert |
| 2002 | Online Film Critics Society Award                        | Beste Nebendarstellerin (Maggie Smith)                        | Nominiert |
| 2002 | Online Film Critics Society Award                        | Bestes adaptiertes Drehbuch                                   | Nominiert |
| 2002 | Phoenix Film Critics Society Awards                      | Beste Nebendarstellerin (Maggie Smith)                        | Nominiert |
| 2002 | Phoenix Film Critics Society Awards                      | Bestes Schauspielensemble                                     | Nominiert |
| 2003 | Robert                                                   | Bester amerikanischer Film                                    | Gewonnen  |
| 2003 | Robert                                                   | Bester amerikanischer Film                                    | Gewonnen  |
| 2002 | Screen Actors Guild Awards                               | Beste Nebendarstellerin (Helen Mirren)                        | Gewonnen  |
| 2002 | Screen Actors Guild Awards                               | Bestes Schauspielensemble                                     | Gewonnen  |
| 2001 | Southeastern Film Critics Association Awards             | Beste Nebendarstellerin (Maggie Smith)                        | Gewonnen  |
| 2002 | World Soundtrack Awards                                  | Filmkomponist des Jahres (Patrick Doyle)                      | Gewonnen  |
| 2002 | Writers Guild of America                                 | Bestes Drehbuch                                               | Gewonnen  |